# John Bel Edwards
John Bel Edwards (sinh ngày 16 tháng 9 năm 1966) là một luật sư, chính trị gia người Mỹ. Ông hiện là Thống đốc thứ 56 tiểu bang Louisiana, nguyên là Hạ nghị sĩ, Lãnh tụ phe thiểu số của Đảng Dân chủ tại Hạ viện Louisiana trong hai nhiệm kỳ. Là Đảng viên Đảng Dân chủ, Cử nhân Kỹ thuật, Tiến sĩ Luật, ông là chính trị gia tự do. Ngoài việc ủng hộ và thực thi các chính sách tự do xã hội của phe Dân chủ, ông là một nhân vật đặc biệt về quan điểm từ hạn chế cho đến cấm phá thai, có phần đi ngược lại phần đông phe Dân chủ và khắt khe hơn so với phe Cộng hòa.
John Bel Edwards lần đầu tiên được bầu vào Hạ viện Louisiana vào năm 2007. Ông đã đánh bại Thượng nghị sĩ Hoa Kỳ thuộc đảng Đảng Cộng hòa David Vitter trong vòng hai của cuộc bầu cử Thống đốc năm 2015, tiếp tục chiến thắng trong cuộc bầu cử năm 2019, trở thành Đảng viên Dân chủ đầu tiên giành chiến thắng trong cuộc tái đắc cử ở Louisiana kể từ Edwin Edwards vào năm 1975. Ông từng là một thiếu sinh quân, cựu chiến binh Lục quân Hoa Kỳ theo học và hoạt động trong 12 năm, đã từng phục vụ Sư đoàn Dù 82, quân hàm Đại úy khi giải ngũ.

## Xuất thân, giáo dục và thời kỳ đầu
John Bel Edwards sinh ra tại quận Đông Baton Rouge, Louisiana, Hoa Kỳ vào ngày 16 tháng 9 năm 1966. Ông lớn lên trong một gia đình có nền kinh tế và chính trị tốt ở thành phố Amite, quận Tangipahoa, Louisiana, là con trai của Dora Jean (nhũ danh Miller) và Cảnh sát trưởng Tangipahoa Frank M. Edwards Jr. John Bel Edwards. Trước nội chiến, gia đình Edwards là một trong những chủ nô lớn nhất ở Hoa Kỳ, và sau chiến tranh, một số tổ tiên của ông là Cảnh sát trưởng địa phương từng thế hệ cho đến cha ông. Ông tốt nghiệp trường Trung học Amite năm 1984 với tư cách thủ khoa. Sau đó, ông tới West Point, New York, theo học Học viện Quân sự Hoa Kỳ, tốt nghiệp năm 1988, nhận bằng Cử nhân Kỹ thuật. Trong những năm ở trường quân sự, ông được ghi danh vào danh sách danh dự của chủ nhiệm và giữ chức Phó Chủ tịch Hội đồng thi hành Luân thường đạo lý Thiếu sinh quân West Point.
Năm 1986, John Bel Edwards hoàn thành chương trình đào tạo của Trường Nhảy dù Lục Quân khi đang là sinh viên tại West Point. Sau khi nhận nhiệm vụ, ông đã hoàn thành khóa học cơ bản dành cho Sĩ quan Bộ binh tại Trường Bộ binh Lục quân Fort Benning tại Columbus, Georgia (1988); Trường Biệt động Ranger School (1989) và khóa nâng cao Sĩ quan Bộ binh (1992). Ông đã phục vụ trong quân đội tám năm, chủ yếu ở Sư đoàn Bộ binh 25 và Sư đoàn Dù 82, bao gồm chỉ huy đại đội thuộc Lữ đoàn số 3 của Sư đoàn 82, Trung đoàn Bộ binh Nhảy dù 505. Ông kết thúc sự nghiệp quân sự của mình để trở về Louisiana vì sự cân nhắc của gia đình; theo học Trung tâm Luật Paul M. Hebert của Đại học Bang Louisiana, trở thành Tiến sĩ Luật (JD) vào năm 1999. Sau khi tốt nghiệp trường luật, John Bel Edwards là luật sư hành nghề tại Công ty Luật Edwards & Associates ở quê nhà Amite. Là một luật sư, ông đã xử lý nhiều vụ án khác nhau chủ yếu về dân sự, không hành nghề luật hình sự vì anh trai là cảnh sát trưởng địa phương.

## Dân biểu Hạ Viện Louisiana
Năm 2007, John Bel Edwards tiến hành chiến dịch tranh cử một ghế trong Hạ viện tiểu bang Louisiana vầ cạnh tranh tại một cuộc bầu cử hệ thống hai vòng với Luật sư George Tucker; đã chiến thắng áp đảo ở tất cả các quận trong khu vực bầu cử. Sau đó, ông trở thành Hạ nghị sĩ Louisiana duy nhất làm Chủ tịch một Ủy ban trong Hội đồng Lập pháp ngay ở năm đầu tiên ở Hạ viện; cụ thể chủ trì Ủy ban Các vấn đề Cựu chiến binh. Ông cũng được chọn làm Chủ tịch cuộc họp kín của Đảng Dân chủ, một điều hiếm thấy đối với một nhà lập pháp tham gia năm thứ nhất. Khi là Hạ nghị sĩ, ông chỉ trích Thống đốc Bobby Jindal vì Thống đốc thường xuyên đi công tác xa Louisiana để gây quỹ chính trị cho các Đảng viên Đảng Cộng hòa ở những nơi khác trong khi Louisiana đang cắt giảm tài trợ cho giáo dục đại học. Năm 2011, Edwards được bầu lại vào Hạ viện Louisiana, sau khi đánh bại đối thủ Johnny Duncan, tỷ lệ 83–17%. Ông trở thành Lãnh đạo thiểu số của Hạ viện Louisiana, các thành phố và thị trấn mà ông đại diện bao gồm Amite, Greensburg và Kentwood cũng như một phần của Hammond.

## Thống đốc Louisiana

### Tranh cử
| “                                                     | Louisiana cần một liều thuốc lành mạnh của ý thức chung và lòng trắc ẩn đối với những người bình thường. | ” |
| —John Bel Edwards, phát biểu cho chiến dịch tranh cử. | |   |

Vào ngày 21 tháng 2 năm 2013, John Bel Edwards thông báo rằng ông sẽ tranh cử Thống đốc vào năm 2015. Ông là ứng viên Đảng Dân chủ chủ yếu duy nhất trong cuộc đua; ở vòng sơ bộ đạt 444.517 phiếu (39,9%), tiếp theo là David Vitter đứng thứ hai với 256.300 phiếu (23%), thứ ba là Ủy viên Dịch vụ Công của Louisiana Scott Angelle của Breaux Bridge với 214.982 phiếu bầu (19,3%). Vào ngày 05 tháng 11 năm 2015, Jay Dardenne Phó Thống đốc sắp mãn nhiệm của Đảng Cộng hòa, người đứng thứ tư trong cuộc bầu cử sơ bộ với 166,656 (15%) đã tuyên bố ủng hộ John Bel Edwards từ Đảng Dân chủ trong cuộc đua với David Vitter.
Trong khi đó, Hiệp hội Thống đốc Đảng Cộng hòa tham gia chiến dịch ủng hộ David Vitter với quảng cáo nêu lên quá khứ của John Bel Edwards về việc ông đã ủng hộ Tổng thống Barack Obama, nhưng Barack Obama không có được phiếu đại cử tri của Louisiana trong cả hai lần tổng tuyền cử. John Bel Edwards là đại biểu của Barack Obama tại Đại hội Đảng Dân chủ toàn quốc năm 2012, tiếp tục ủng hộ Hillary Clinton trong cuộc bầu cử Tổng thống năm 2016. Sau các cuộc thăm dò sơ bộ cho thấy ông có vị trí dẫn đầu. Trong cuộc đua cuối cùng ở vòng thứ hai vào ngày 21 tháng 11 năm 2015, ông đã thắng cử với tỷ lệ 56,1–43,9% số phiếu bầu.
Đến năm 2019, John Bel Edwards tiếp tục tranh cử cho vị trí Thống đốc Louisiana nhiệm kỳ mới với đối thủ là ứng viên Đảng Cộng hòa là Eddie Rispone. Tại vòng đầu tiên, ông đã chiếm ưu thế với tỷ lệ 46,59%, vượt xa các đối thủ khác nhưng chưa đạt đủ số phiếu đã chiến thắng trực tiếp, phải tiếp tục bước thứ hai. Ở vòng hai, đối thủ với sự kết hợp phiếu từ các ứng viên Cộng hòa khác đã nâng cao đáng kể tỷ lệ, ông tiếp tục giành chiến thắng với tỷ lệ 51.3–48,7%, trở thành Thống đốc Louisiana nhiệm kỳ thứ hai.

### Nhiệm kỳ

#### Về chính trị, hình sự

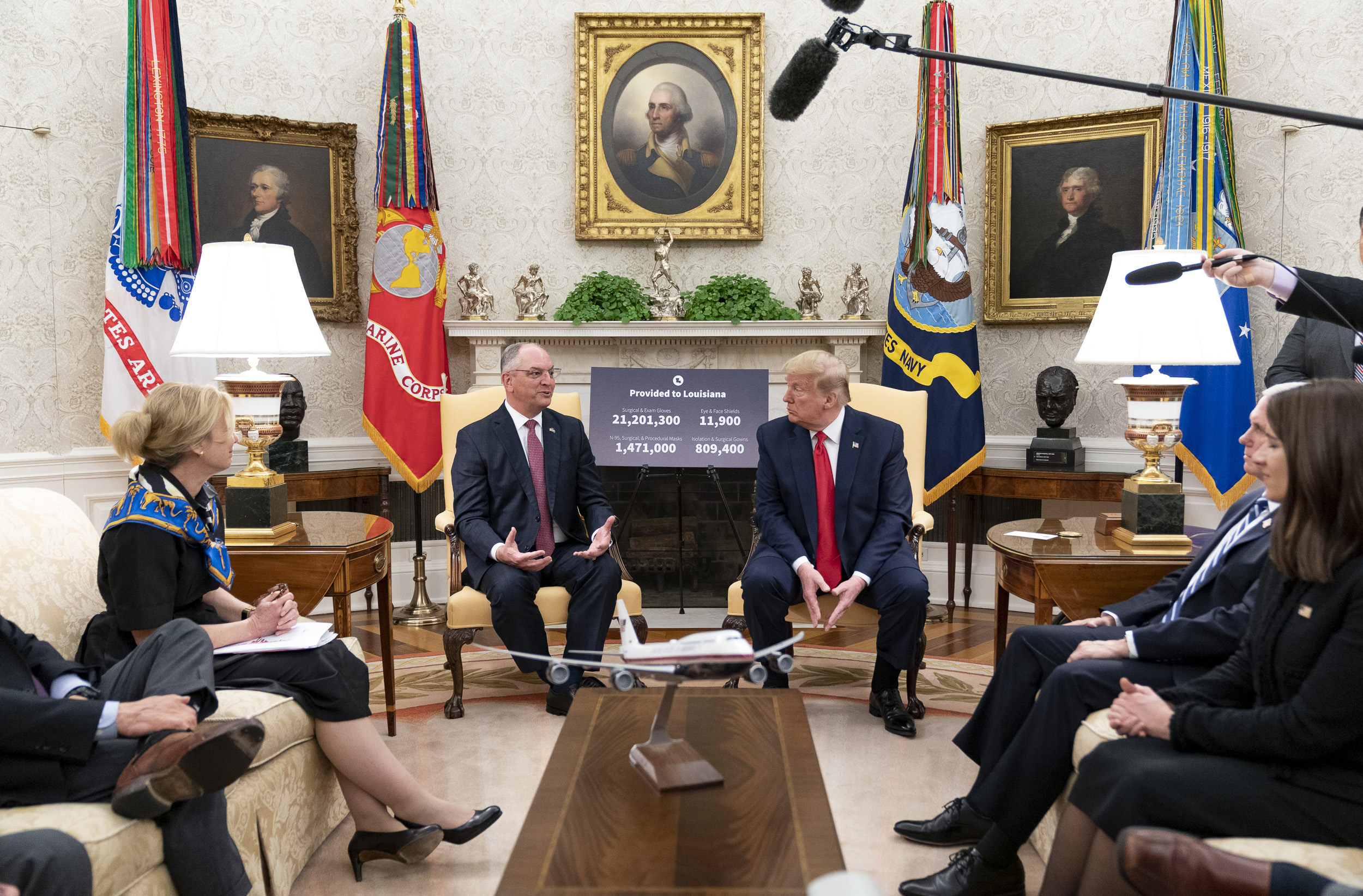
John Bel Edwards trao đổi với Tổng thống Donald Trump vào năm 2020.

John Bel Edwards tuyên thệ nhậm chức Thống đốc Louisiana vào ngày 11 tháng 1 năm 2016. Trong những năm lãnh đạo tiểu bang, ông đã thực hiện nhiều hoạt động, chính sách tác động đến Louisiana. Về chính trị: vào ngày nhậm chức của mình, ông thuyết phục Hạ viện Louisiana về việc chọn một Đảng viên Dân chủ là Walt Leger III của New Orleans, làm Chủ tịch nhưng không thành công vì Đảng Cộng hòa chiếm đa số. Trong lần bỏ phiếu thứ hai, sau khi Cameron Henry, một đồng minh của Thượng nghị sĩ David Vitter, thuộc Đảng Cộng hòa rút khỏi cuộc xem xét, một Đảng viên Cộng hòa thứ hai là Taylor Barras của New Iberia được bầu làm Chủ tịch Hạ viện. Đây là bất ngờ trong truyền thống Louisiana khi thông thường các Thống đốc thắng cử sẽ có thể lựa chọn Chủ tịch Hạ viện để bầu cử thành công. Đầu năm 2017, ông bày tỏ sự chờ đợi được làm việc với Nội các Donald Trump, đặc biệt là về các vấn đề mở rộng Medicaid và các dự án cơ sở hạ tầng liên bang. Tháng 1 đầu năm, ông đến Ý trong một chuyến đi cá nhân để thảo luận về cách chống lại nạn buôn người; gặp gỡ các sơ tại Hospitaller Sisters of Mercy, những người đã thành lập một nơi trú ẩn ở Baton Rouge cho các nạn nhân trẻ em của nạn buôn người. Ông cũng đã gặp Giáo hoàng Franciscus trong chuyến đi. John Bel Edwards đã vận động về chính sách giảm tù nhân ở Louisiana. Vào năm 2018, ông đã ký đạo luật rút ngắn các bản án dành cho những kẻ phạm tội phi bạo lực, phi tình dục có hành vi tốt khi ở trong tù.

#### Về xã hội

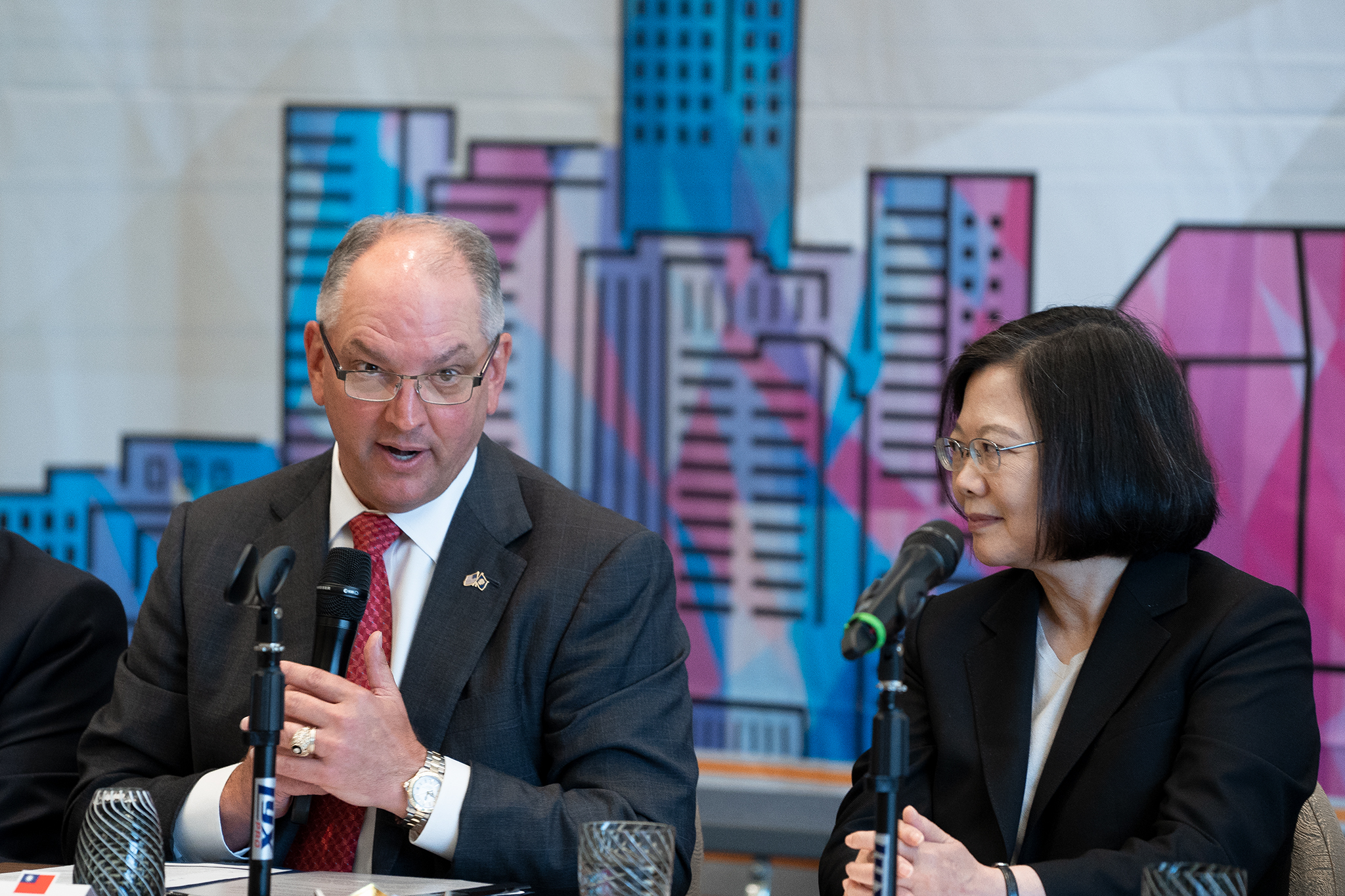
John Bel Edwards gặp gỡ Tổng thống Đài Loan Thái Anh Văn năm 2018.

Về sức khỏe: năm 2016, ông mở rộng chương trình Medicaid. Sau đó, năm 2017, số người Louisiana không có bảo hiểm y tế đã giảm một nửa (còn 11,4%, giảm từ 22,7%); việc mở rộng Medicaid của ông đã giúp cho hơn 500.000 người trưởng thành đủ điều kiện nhận Medicaid, trong đó 327.000 người không có bảo hiểm. Về LGBT: ngày 13 tháng 4 năm 2016, ông đã ký một lệnh hành pháp để bảo vệ người LGBT khỏi bị quấy rối hoặc sa thải công việc. Lệnh cấm các cơ quan tiểu bang phân biệt đối xử dựa trên bản dạng giới hoặc khuynh hướng tình dục. Lệnh này cho phép một ngoại lệ đối với các tổ chức tôn giáo tuyên bố rằng việc tuân thủ sẽ vi phạm niềm tin tôn giáo của họ. John Bel Edwards cũng hủy bỏ một lệnh hành pháp khác được ban hành vào năm 2015 bởi người tiền nhiệm Bobby Jindal, về việc bảo vệ các doanh nghiệp và tổ chức phi lợi nhuận phản đối hôn nhân đồng giới khỏi bị trừng phạt về mặt pháp lý vì giữ những quan điểm đó.
Về sinh sản: vào tháng 5 năm 2018, ông đã ký dự luật cấm phá thai sau khi mang thai được 15 tuần. Một năm sau, ông đã ký một dự luật về nhịp tim của thai nhi trong quá trình mang thai, với mức độ hạn chế phá thai còn lớn hơn chính sách của phe Cộng hòa đã từng bị chặn bởi Tòa án Mississippi trước đó. Để đối phó với phản ứng dữ dội của người ủng hộ phe Dân chủ, John Bel Edwards đã đưa ra một tuyên bố trả lời cho điều đó. Ông tiếp tục tuyên bố về chính sách của mình bằng việc đề cập đến nỗ lực mở rộng đầu tư vào giáo dục, cải cách hệ thống tư pháp, hình sự của Louisiana, thông qua Luật Bảo vệ công dân LGBT khỏi sự phân biệt đối xử tại nơi làm việc, tăng lương tối thiểu và đảm bảo trả lương bình đẳng giữa nam và nữ. Vào cuối năm 2018, ông nói rằng ưu tiên hàng đầu của ông cho năm 2019 là đạt được 1.000 USD tăng lương cho giáo viên và tăng 500 USD cho nhân viên hỗ trợ trường học. Lần đầu tiên sau 10 năm, Hạ viện Louisiana thông qua ngân sách bao gồm tăng lương cho giáo viên và nhân viên cấp dưỡng.

## Lịch sử tranh cử
John Bel Edwards đã tham gia các cuộc bầu cử Hạ nghị sĩ đại diện cho địa hạt 72, hai cuộc tổng tuyển cử cho chức vị Thống đốc Louisiana vào năm 2015 và 2019, ông đều giành chiến thắng.

### Tuyển cử 2019

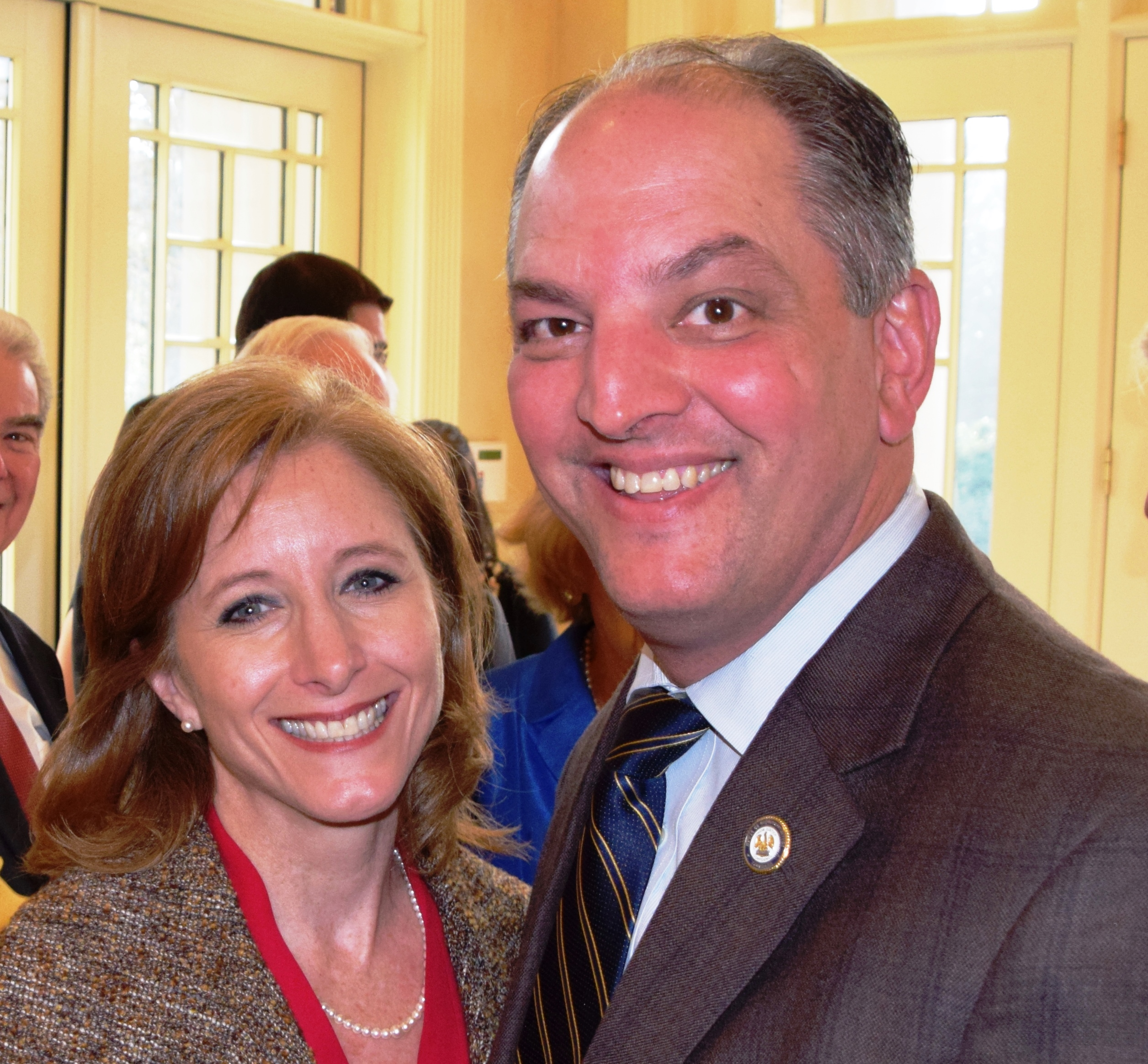
Vợ chồng gia đình Edwards.

## Đời tư
John Bel Edwards kết hôn với Donna Hutto, giảng viên vào năm 1989. Bà sinh ra ở Mississippi và chuyển tới sống ở Amite cùng gia đình, hai người gặp nhau ở đây. Họ có hai con gái, Sarah Ellen Edwards và Samantha Bel Edwards, và một con trai, John Miller Edwards. John Bel Edwards là một người theo Công giáo La Mã, giáo dân của Nhà thờ Công giáo La Mã St. Helena ở Amite. Với truyền thống gia đình, ông là anh trai của Cảnh sát trưởng thị trấn Independence, Louisiana Frank Millard Edwards, và Cảnh sát trưởng quận Tangipahoa Daniel H. Edward.